# Ferre Reggers
Ferre Reggers (ur. 18 lipca 2003 w Lubbeek) – belgijski siatkarz, grający na pozycji przyjmującego i atakującego, reprezentant Belgii.
Waży 89 kg. Jego zasięg w ataku wynosi 355 cm, a w bloku 329 cm.
Wraz z reprezentacją Belgii w 2020 roku zajął 6. miejsce na Mistrzostwach Europy Kadetów. W 2021 roku brał udział na dwóch imprezach, gdzie na Mistrzostwach Świata Kadetów z kolegami z reprezentacji byli 11 drużyną turnieju. Następnie zajęli 5. miejsce na Mistrzostwach Świata Juniorów.

## Sukcesy klubowe
Liga belgijska:
- 2023[3]
- 2022

Liga włoska:
- 2024[4]

## Sukcesy reprezentacyjne
Mistrzostwa Europy Juniorów:
- 2020[5]

WEVZA U-19:
- 2021[6]

## Nagrody indywidualne
- 2020: Najlepszy atakujący Mistrzostw Europy Juniorów[7]
- 2021: MVP i najlepszy przyjmujący WEVZA U-19[8]